# Pinochle

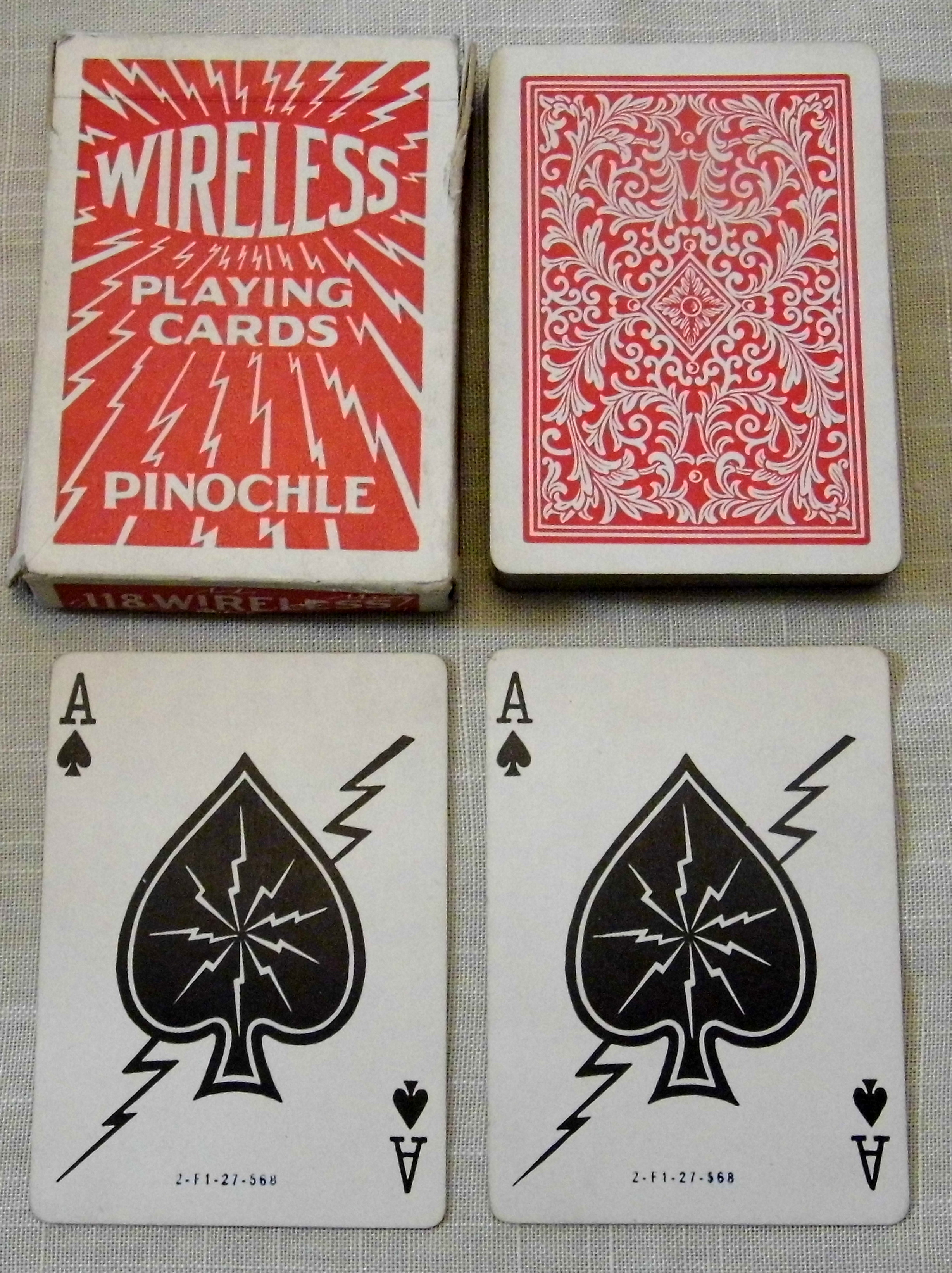
Un juego de pinochle.

El pinochle  o binocle (a veces pinocle, o penuchle) es un juego de cartas de bazas que se juega entre 2 a 4 jugadores con un mazo de 48 cartas. Es un juego derivado del juego de cartas denominado bezique; los jugadores se anotan puntos ganando bazas y también al formar combinaciones con las cartas que tienen en su mano. Por lo tanto se lo considera en la categoría de juegos tipo "bazas y combinaciones" que también incluye a su pariente el belote. Cada mano se juega en tres fases: remate, juegos, y bazas. El valor de las cartas es A 10 K Q J 9.  
Un juego de pinochle está formado por cuatro manos. El equipo con el puntaje más elevado al final de las cuatro manos es el ganador. La primera parte de una mano consiste en formar combinaciones de cartas. Es posible combinar las cartas de distintas formas, (por ejemplo, si se tienen dos Js de diamantes y dos Qs de espada se anotan 300 puntos). El equipo que se anota en el remate el mayor puntaje comienza. La segunda parte de la mano son las bazas. Cada jugador pone una carta sobre la mesa. El jugador con la carta más alta de triunfo, o la carta más alta del palo lidera, y gana la baza. Cada K, 10, o A capturada en una baza otorga 10 puntos.

## Historia
El pinochle es un juego derivado del bezigue.  La palabra francesa binocle también significa "lentes". Es posible que la palabra sea un derivado de la palabra francesa, binage, por la combinación de cartas denominada "binocle".

## Mazo
El mazo de pinochle consiste de dos mazos cada uno de 24 cartas, cada uno de ellos formado por las cartas 9, 10, sota, reina, rey y as, o sea un mazo de 48 cartas en total. Los ases son siempre la carta de mayor valor. El orden de las cartas en el Pinochle se aparta del orden usual. El orden de las cartas mayor a menor valor es A, 10, K, Q, J, 9. 
Originalmente el mazo estaba formado por una combinación de dos mazos de poker, piquet o euchre a los que se les quitaban las cartas que no se utilizan (un mazo de piquet no posee las cartas del 2 al 6, por lo que es más fácil modificarlo, y un mazo de euchre es exactamente la mitad de un mazo de pinochle), pero a causa de la popularidad del juego en Estados Unidos a comienzos del siglo XX, se comercializaba un mazo especial que solo contenía las cartas requeridas por el juego, estos mazos especiales son hoy comercializados en muchos negocios. Es posible jugar variantes del pinochle con cinco, seis, ocho o más jugadores. En estas variaciones con muchos jugadores a veces se utilizan dos mazos de pinochle denominado "mazo doble". El mazo doble también puede ser utilizado en partidas con cuatro jugadores; en cuyo caso se duplica el tamaño de las manos, los puntajes promedios y las promesas mínimas.

## Pinochle de remate en equipo

### Reparto de cartas
El juego se juega con un mazo de pinochle de 48 cartas y cuatro jugadores; un jugador es el que reparte.
Luego de mezclar las cartas, el repartidor le ofrece el mazo al jugador a su derecha para que corte, luego distribuye las cartas. En el Pinochle de remate en equipo se distribuyen todas las cartas, o sea cada jugador recibe 12 cartas. En variaciones con un número impar de jugadores, tales como tres, sobran algunas cartas. Tradicionalmente el reparto se realiza en sentido horario, dando una, dos o tres cartas a la vez, comenzando con el jugador a la izquierda y finalizando con el que reparte. El turno de repartidor rota en sentido horario.

### Pinochle con remate
En el pinochle con remate, los jugadores prometen o indican los puntos que predicen que se anotaran esa mano. El que promete el mayor puntaje se gana el derecho de elegir cual es el palo del triunfo. Uno de los jugadores, por lo general el jugador a la izquierda del repartidor, o el propio repartidor, es quien debe realizar la primera promesa. El puntaje de las promesas se determina según el valor de las cartas y la cantidad de mazos que se utilicen; tradicionalmente, los puntos son múltiplos de 10, por lo que se suele acordar que el puntaje de remate mínimo para comenzar es 100 o 250. Sin embargo, en sistemas alternativos de puntuación se eliminan los ceros necesarios; en cuyo caso, los remates de 10 y 25, respectivamente poseen los mismos valores. Cuando a cada jugador le llega el turno de prometer, puede elegir indicar una promesa o pasar.
Cada remate debe ser más elevado que el anterior, y ser un múltiplo de 10 o 25 (si se juega sin los ceros, el remate debe ser 1 o 2 respectivamente). Cuando un jugador pasa, ya no podrá participar en el remate, que continúa realizándose en ronda. El remate finaliza cuando todos los jugadores sucesivos según el orden de rotación han pasado luego del último remate. El último remate pasa a ser el "contrato". El jugador que realizó este remate final anunciará el triunfo en el palo que desee. Según algunas variaciones de las reglas, no se puede declarar triunfo en ningún palo que no contenga una combinación "escalera", "matrimonio" (un rey y reina) o "dix" (nueve del triunfo).
Para que el jugador que ganó el remate gane la mano, el total combinado de puntos de bazas y combinaciones debe ser igual o mayor que el valor de remate ganador. Por lo tanto el remate es predecir los puntos que se acumularan entre las combinaciones y los puntos acumulados de las bazas ganadoras. Si el puntaje combinado es inferior que el remate, entonces el equipo o jugador que ganó el remate no cumplió con su promesa. O sea el puntaje prometido en el remate es restado del puntaje total del partido, a lo que a menudo se le agrega el perder los puntos anotados mediante combinaciones. Ello puede resultar en que el puntaje total se torne negativo.
Un estilo diferente de remate es aquel en el cual los jugadores rematan en forma individual, pero luego los remates de los compañeros de equipo se suman. El remate ganador solo decide el triunfo; los remates de ambos equipos se convierten en sus contratos, por lo cual cualquiera de los dos equipos pueden ganar o perder. Esta modalidad resulta en un juego más balanceado.

## Combinaciones
Un jugador se anota puntos por tener en la mano determinadas combinaciones de cartas. Estas combinaciones, se muestran a los otros jugadores antes de comenzar la etapa de bazas del juego. Las combinaciones pueden ser simples (una de cada carta), dobles (dos copias idénticas de cada carta), triples (tres de cada carta) o cuádruples (las cuatro de cada carta).
Existen tres tipos de combinaciones. Cada carta solo puede formar parte de una dada combinación de cada tipo. Las combinaciones otorgan puntos según se muestra en la siguiente tabla:
| Tabla 1: Tipos y Puntajes de las combinaciones | |        |       |        |           |
| Tipos                                          | Combinaciones | Simple | Doble | Triple | Cuádruple |
| Tipo 1                                         | Escaleras y Matrimonios                                                                                               | -      | -     | -      | -         |
| -                                              | Escalera - As, Diez, Rey, Reina, Caballero de Triunfo                                                                 | 15     | 150   | 225    | 300       |
| -                                              | Matrimonio Real - Rey y Reina de triunfo en pequeño número                                                            | 4      | 8     | 12     | 16        |
| -                                              | Matrimonio - Reyes y Reinas del mismo palo, pero no triunfos                                                          | 2      | 4     | 6      | 8         |
| -                                              | Matrimonio - Reyes y Reinas del mismo palo, pero no triunfos                                                          | 2      | 4     | 6      | 8         |
| -                                              | Nota: Una escalera de un palo que no sea el del triunfo no vale más que el puntaje del matrimonio del rey y la reina. |        |       |        |           |
| Tipo 2                                         | Pinochles | -      | -     | -      | -         |
| -                                              | Pinochle - Caballero de diamantes y Reina de Picas                                                                    | 4      | 30    | 60     | 90        |
| Tipo 3                                         | Arounds | -      | -     | -      | -         |
| -                                              | Ases around - Un As de cada palo                                                                                      | 10     | 100   | 150    | 200       |
| -                                              | Reyes around - Un Rey de cada palo                                                                                    | 8      | 80    | 120    | 160       |
| -                                              | Reinas around - Una Reina de cada palo                                                                                | 6      | 60    | 90     | 120       |
| -                                              | Caballeros around - Un Caballero de cada palo                                                                         | 4      | 40    | 60     | 80        |
| -                                              | Nota: Un grupo de Diez no posee valor como combinación.                                                               |        |       |        |           |